# Cascavel, Ceará
Cascavel  este un oraș în Ceará (CE), Brazilia.